# Insula Sandy, Noua Caledonie

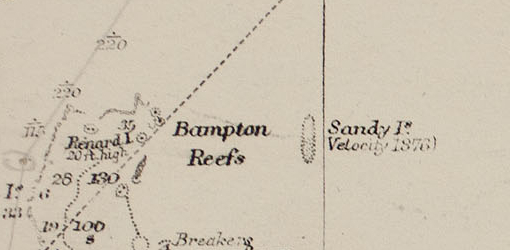
O reprezentare a insulei Sandy pe o hartă din 1908, care ar putea fi sursa erorii.

Insula Sandy (denumită uneori în franceză Île de Sable, iar în spaniolă Isla Arenosa) este o insulă inexistentă care a fost cartografiată timp de peste un secol ca fiind situată în apropierea teritoriului francez al Noii Caledonii, între Insulele Chesterfield și Reciful Nereus, în estul Mării Coralilor. Insula a fost inclusă în multe hărți și hărți nautice încă de la sfârșitul secolului al XIX-lea. A fost scoasă de pe hărțile hidrografice franceze în 1974. Insula a câștigat o largă atenție mediatică și a publică în noiembrie 2012, când R/V Southern Surveyor, o navă de cercetare australiană, a trecut prin zonă și a observat lipsa acestei insule. Insula a fost rapid eliminată din multe hărți și seturi de date, inclusiv de pe cele ale National Geographic Society și Google Maps.